# Radko Vyhlíd
Radko Vyhlíd (* 1923, Praha) je český spisovatel detektivních příběhů, občanským povoláním kontrolní pracovník. Své první prozaické práce začal psát až roku 1959 jako rozhlasové hádanky pro detektivy amatéry. Dále publikoval povídky v různých časopisech (například Kviz), kterých napsal několik stovek. Svou první knihu vydal roku 1968. Vyznačuje se velkým smyslem pro pointu, což se projevuje i v jeho humorně laděných povídkách bez detektivní zápletky.

## Vydané knihy
- Stopa začíná v minulosti (1968), detektivní román na pozadí odbojové činnosti za druhé světové války.
- Úsměv bez tváře (1977), detektivní román z malého města v době letních dovolených týkající se vraždy vedoucí místní pošty.
- Příběhy s otazníkem  (1989), osmnáct povídek s detektivní zápletkou a s otevřeným koncem určených pro detektivy amatéry (rozuzlení je vytištěno samostatně).
- Kam zmizely tetičky? Aneb Čtenář detektivem (1989), další knížka pro detektivy amatéry.
- Pozvánka na onen svět (1991), dvanáct kriminálních případů, jejichž hrdinou je odchovanec pinkertonské školy, soukromý detektiv Frank T. Gregory.
- Inspektor Mokka Megaree zasahuje; Soukromé očko Frank Gregory (1992), detektivní povídky s australským inspektorem Megareem a s americkým soukromým detektivem Gregorym.